# إدموند مورغان
إدموند مورغان (بالإنجليزية: Edmund Morgan)‏ هو مؤرخ وكاتب أمريكي، ولد في 17 يناير 1916 في منيابولس في الولايات المتحدة، وتوفي في 8 يوليو 2013 في نيو هيفن في الولايات المتحدة.